# Józef Kucharski (artysta)
Józef Kucharski (ur. 24 listopada?/7 grudnia 1906 w Warszawie, zm. w 1941 tamże) – polski artysta grafik, malarz, architekt wnętrz, pedagog.

## Życiorys
Ukończył gimnazjum w Warszawie, Państwowy Instytut Robót Ręcznych i Akademię Sztuk Pięknych w Warszawie, ponadto studiował w Pradze i w Szwecji. W czasie nauki w gimnazjum był członkiem Organizacji Młodzieży Narodowej, następnie był członkiem Związku Młodzieży Polskiej „Zet”, Związku Seniorów OMN i Związku Polskiej Młodzieży Demokratycznej, był wiceprezesem Bratniej Pomocy Studentów ASP i Związku Polskiej Młodzieży Demokratycznej na ASP.
W latach 1916–1918 był członkiem POW. Ochotniczo wstąpił do Wojska Polskiego, w szeregach 11 Pułku Ułanów Legionowych brał udział w wojnie polsko-bolszewickiej, był dwukrotnie ranny.
Po demobilizacji wykładał rysunek w Państwowym Instytucie Robót Ręcznych i w liceum kolejowym. Nauczał także rysunku i prac ręcznych w I Gimnazjum Męskim im. gen. Sowińskiego w Warszawie. Organizował i kierował sekretariatem artystycznym Centralnego Związku Młodej Wsi „Siew”. Był członkiem Związku Zawodowego Polskich Artystów-Plastyków.
Zajmował się głównie malarstwem pejzażowym, portretowym i martwą naturą. Organizował muzea regionalne. Projektował wnętrza: muzeum harcerskiego, muzeum 7 Pułku Ułanów Lubelskich, 13 Pułku Ułanów Wileńskich, muzeum i kasyna 3 Pułku Strzelców Konnych im. Hetmana Stefana Czarnieckiego, 55 Poznańskiego Pułku Piechoty, świetlicy baonu manewrowego i innych. Projektował wiele okładek wydawnictw harcerskich i książek organizacji młodzieżowych.
Wystawiał swoje prace w warszawskiej Zachęcie od 1931 roku oraz na wielu indywidualnych wystawach w Warszawie i innych miastach w Polsce i za granicą
Aresztowany w czasie okupacji, więziony na Pawiaku, rozstrzelany w 1941 roku. 

## Odznaczenia
- Krzyż Niepodległości[4]
- Medal Pamiątkowy za Wojnę 1918–1921[2].

## Życie rodzinne
Józef Kucharski był synem Franciszka i Marii z Kapethen de Superssohnów (Marianny Superson). Drugiego lipca 1934 roku ożenił się z Marią Merklejn. Mieli dwoje dzieci, w tym syna Jana.
W 1934 roku mieszkał w Warszawie przy ul. Polnej 43, od około 1936 roku – przy ul. Wspólnej 45 (pracownię miał przy ul. Brackiej 18).